# Susanne Wigene
Susanne Wigene (Noruega, 12 de febrero de 1978) es una atleta noruega especializada en la prueba de 10000 m, en la que ha logrado ser subcampeona europea en 2006.

## Carrera deportiva
En el Campeonato Europeo de Atletismo de 2006 ganó la medalla de plata en los 10000 metros, con un tiempo de 30:32.16 segundos, llegando a meta tras la rusa Inga Abitova (oro con 30:31.42 s) y por delante de otra rusa Lidiya Grigoryeva (bronce).